# Base aérea de Tiksi Oeste

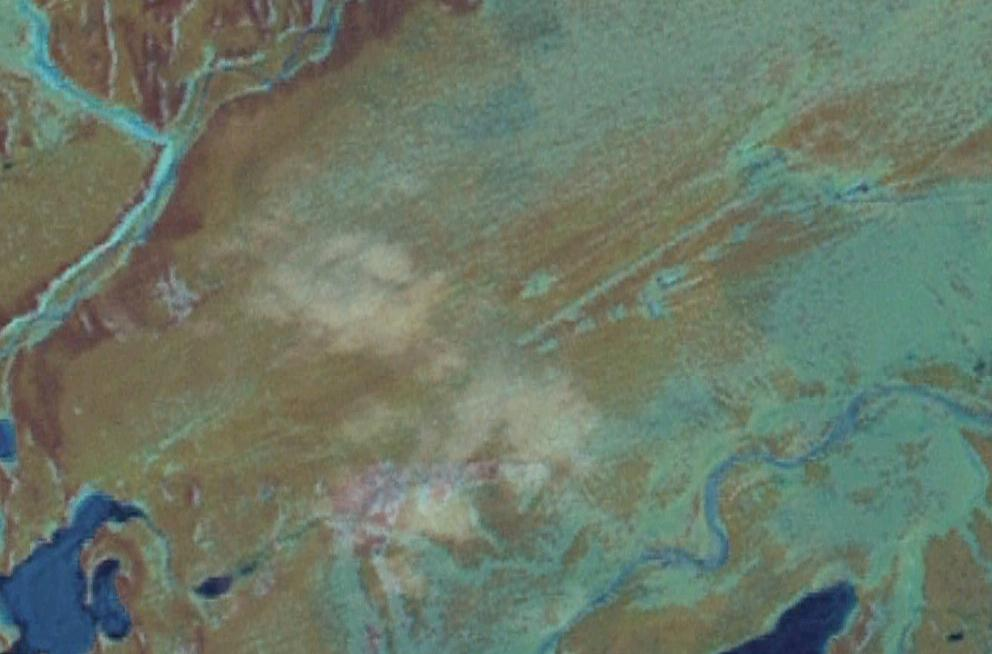
Aeródromo de Tiksi West, antigua Unión Soviética. Imagen de NASA World Wind.

La Base aérea de Tiksi Oeste (en ruso: Аэродром Тикси-Западный; ICAO:; IATA: ), se encuentra 9 km al noroeste de Tiksi, en la República de Sajá (Yakutia), Rusia.
Probablemente construida en la década de los 50. La pista, calles de rodaje y plataforma pueden apreciarse todavía en las imágenes del satélite.
Fue pensado como base para el establecimiento de bombarderos estratégicos o como campo de dispersión a lo largo de la costa del océano Ártico. Es posible que el cambio de orientación hacia los misiles intercontinentales provocara su abandono.
Su papel como aeródromo militar fue trasladado al aeropuerto de Tiksi.

## Pista
La base aérea de Tiksi Oeste dispone de una pista en dirección 04/22 de 3000x50 m. (9842x164 pies).